# 알렉산더르 흐리스토프 (권투 선수)
알렉산더르 이바노프 흐리스토프(불가리아어: Александър Иванов Христов, 1964년 7월 28일~)는 불가리아의 전직 권투 선수이다. 1988년 하계 올림픽에서 밴텀급 은메달을 획득했으며 세계 선수권 대회에서 금메달 1개, 유럽 선수권 대회에서 금메달 1개, 은메달 1개, 동메달 1개를 획득했다. 